# Coralliaglaia
Coralliaglaia is een geslacht van kreeftachtigen uit de klasse van de Ostracoda (mosselkreeftjes).

## Soorten
- Coralliaglaia corallicola Hartmann, 1974
- Coralliaglaia verrucosa Hartmann, 1974